# Élections générales espagnoles de novembre 2019 en Cantabrie
Les élections générales espagnoles de novembre 2019 (en espagnol : Elecciones generales de España de noviembre de 2019) se tiennent le dimanche 10 novembre 2019 afin d'élire les 350 députés et 208 des 266 sénateurs de la XIVe législature des Cortes Generales. 5 députés sont élus en Cantabrie.

## Résultats
| Parti                  | Parti                                                   | Voix    | %     | +/-           | Sièges | +/-           |  |
| ---------------------- | ------------------------------------------------------- | ------- | ----- | ------------- | ------ | ------------- |  |
|                        | Parti populaire (PP)                                    | 84 583  | 25,86 | 4,17          | 2      | 1             |  |
|                        | Parti socialiste ouvrier espagnol (PSOE)                | 76 028  | 23,24 | 1,97          | 1      | 1             |  |
|                        | Parti régionaliste de Cantabrie (PRC)                   | 68 830  | 21,04 | 6,49          | 1      | en stagnation |  |
|                        | Vox                                                     | 48 827  | 14,93 | 3,75          | 1      | 1             |  |
|                        | Unidas Podemos (UP)                                     | 28 376  | 8,68  | 1,56          | 0      | en stagnation |  |
|                        | Ciudadanos (Cs)                                         | 15 609  | 4,77  | 10,37         | 0      | 1             |  |
|                        | Parti animaliste contre la maltraitance animale (PACMA) | 1 856   | 0,57  | 0,28          | 0      | en stagnation |  |
|                        | Parti communiste des peuples d'Espagne (PCPE)           | 262     | 0,08  | en stagnation | 0      | en stagnation |  |
|                        | Sièges en blanc (EB)                                    | 259     | 0,08  | 0,04          | 0      | en stagnation |  |
|                        | Parti communiste des travailleurs espagnols (PCTE)      | 247     | 0,08  | 0,01          | 0      | en stagnation |  |
|                        | Autres partis                                           | 545     | 0,17  | -             | 0      | -             |  |
|                        | Vote blanc                                              | 1 667   | 0,51  | 0,13          |        |               |  |
|                        |                                                         |         |       |               |        |               |  |
| Suffrages exprimés     | Suffrages exprimés                                      | 327 089 | 99,17 |               |        |               |  |
| Votes nuls             | Votes nuls                                              | 2 732   | 0,83  |               |        |               |  |
| Total                  | Total                                                   | 329 821 | 100   | -             | 5      | en stagnation |  |
| Abstention             | Abstention                                              | 171 855 | 34,26 |               |        |               |  |
| Inscrits/Participation | Inscrits/Participation                                  | 501 676 | 65,74 |               |        |               |  |